# Majka Tereza
Sveta Majka Tereza (rođ. Anjezë Gonxhe Bojaxhiu, Skoplje, 26. kolovoza 1910. – Kalkuta, 5. rujna 1997.), katolička svetica i redovnica albanskoga podrijetla te indijskog državljanstva.
Osnovala je katoličku redovničku zajednicu Misionarke ljubavi u indijskoj Kalkuti 1950. godine. Preko 45 godina služila je siromašnima, bolesnima, siročadi i umirućima. Misionarke ljubavi od početne male zajednice s vremenom su prerasle u zajednicu koja broji 5000 redovnica u oko 600 misija, škola i skloništa u 120 država svijeta.
Od 1970. godine, međunarodno je prepoznata kao humanitarka i pomoćnica siromašnih i nemoćnih. Dobitnica je Nobelove nagrade za mir 1979., te mnogih drugih međunarodnih nagrada, među kojima se ističu najviše indijsko civilno odličje Bharat ratna iz 1980. godine za njen humanitarni rad, počasno državljanstvo SAD-a, Nagrada Albert Schweitzer i druge. Papa Ivan Pavao II. proglasio je Majku Terezu blaženom 19. listopada 2003. godine, a 4. rujna 2016. papa Franjo ju je u Vatikanu proglasio svetom: učinio je to dan uoči 19. godišnjice njezine smrti, na misi kojoj je na Trgu svetog Petra u Rimu nazočilo oko sto tisuća vjernika.
Misionarke ljubavi nastavljaju pomagati siromašnima i potrebnima širom svijeta pa tako djeluju i u Hrvatskoj. Majka Tereza više puta boravila je u Hrvatskoj, prvi put još 1928. godine. Župnik njene župe u rodnom Skoplju bio je hrvatski svećenik Franjo Jambreković, koji je utjecao na nju, a u Indiji je surađivala s hrvatskim svećenikom Antom Gabrićem. Skupština grada Zagreba 19. srpnja 1990. proglasila ju je počasnom građankom grada Zagreba.
Uz njezin rad vežu se i kontroverze oko mogućih malverzacija milijunskim donacijama te loši higijenski uvjeti u domovima koje vode Misionarke ljubavi.

## Životopis

### Mladost i obrazovanje
Majka Tereza, pravim imenom Anjezë Gonxhe Bojaxhiu, rođena je u Skoplju u albanskoj katoličkoj obitelji. Njezino srednje ime Gonxha potječe od albanske riječi gonxhe što znači 'pupoljak'. Iako je rođena 26. kolovoza, osobno je smatrala 27. kolovoz svojim rođendanom, jer je na taj dan bila krštena. Bila je najmlađe dijete u obitelji Nikollë (1878. – 1919.) i Drane Bojaxhiu (djevojački Bernaj) (1889. – 1972.) Njen otac potječe iz Skadra, a majka iz Đakovice. Oboje su bili vrlo pobožni. U obitelji je bilo još dvoje djece: Lazar (1907. – 1981.) i Agata (1904. – 1973). Lazar se školovao na Vojnoj akademiji u Grazu, a zbog političkih razloga kasnije je emigrirao u Italiju. Njezin otac radio je kao pomoćnik u ljekarni, a bavio se i politikom, zalagao se za prava Albanaca. Umro je 1919. (nakon što mu je pozlilo nakon obroka), kada je Tereza imala osam godina.
Kada se Agnes rodila Skoplje je bilo dio Osmanskog Carstva. U Balkanskim ratovima 1912. godine zauzima ga srpska vojska te postaje dio Kraljevine Srbije. Od 1918. godine u sastavu je Kraljevine SHS. Išla je u osnovnu školu u kojoj se podučavalo na albanskom jeziku, a zatim je pohađala gimnaziju, gdje se podučavalo na srpskom jeziku. Prvu pričest primila je s pet godina, a uskoro i svetu potvrdu. U ranim godinama bila je oduševljena pričama o životu misionara, a do dvanaeste je godine bila uvjerena da se treba posvetiti vjerskom životu. Župnik njene župe Presvetog Srca Isusova u Skoplju, bio je hrvatski isusovac Franjo Jambreković, s kojim se kasnije i dopisivala iz Indije.

### Redovništvo
S osamnaest godina odlučila je posvetiti život službi Bogu i ušla je u irski katolički red specijaliziran za misije u Bengalu u Indiji. Zaredila se u katoličkoj crkvi Blažene Djevice Marije u Letnici na Kosovu. Ta crkva predstavlja duhovno središte Hrvata s Kosova. Do kraja života više nije vidjela majku i sestru. Putovala je iz Skoplja preko Zagreba do Irske, u rujnu 1928. Otišla je u samostan časnih sestara lorentinki u Rathfarnhamu u Irskoj, kako bi naučila engleski jezik, jer se na njemu podučavalo školsku djecu u Indiji.
U Indiju je stigla 1929. godine i započela novicijat u gradu Darjeelingu, u blizini Himalaje. Svoje prve redovničke zavjete položila je 24. svibnja 1931. godine. U to vrijeme uzima redovničko ime Tereza, po sv. Tereziji iz Lisieuxa (Maloj Tereziji), zaštitnici misionara. Svečane redovničke zavjete položila je 14. svibnja 1937. godine, dok je radila kao nastavnica u školi samostana Loreto, u istočnoj Kalkuti.
Voljela je raditi u školi i sve više je razmišljala kako pomoći siromašnima u Kalkuti. Grad su pogodili teška glad 1943. godine, te oružani sukob između hinduista i muslimana 1946. godine. Nakon nekoliko godina poučavanja, 1946. godine primila je, kako ga je sama nazvala, poziv unutar poziva, napustila školu i počela djelovati među siromašnima, bolesnima i umirućima.

### Misionarski i humanitarni rad i Misionarke ljubavi
Počela je misionarski rad sa siromašnima 1948. godine, zamijenivši svoju redovničku haljinu jednostavnim bijelim pamučnim sarijem ukrašenim plavim obrubom. Dobila je indijsko državljanstvo i nastanila se u predgrađu Kalkute gdje se brinula za ljude u potrebi.  Njezino djelovanje ubrzo su primijetili i indijski dužnosnici uključujući i predsjednika vlade koji joj je izrazio zahvalnost.
Tereza je zapisala u svoj dnevnik, da joj je prva godina bila ispunjena teškoćama. Nije imala prihoda, prosila je za hranu i potrepštine. Prvih nekoliko mjeseci, suočila se sa samoćom i napasti da se vrati u udobnost samostana.
Dobila je dozvolu iz Vatikana 7. listopada 1950., za osnivanje redovničke zajednice na području biskupije, što je bio početak kasnije redovničke zajednice Misionarki ljubavi. Misija je prema njenim vlastitim riječima bila briga za gladne, gole, beskućnike, osakaćene, slijepe, gubavce, sve one ljude koji se osjećaju neželjenima, nevoljenima, zanemarenima od društva i koji su postali teret društvu.
Redovnička zajednica počela je rad s 13 redovnica u Kalkuti, a danas ima više od 4000 redovnica i dobrotvorne centre širom svijeta. Brinu se za izbjeglice, slijepe, oboljele od SIDA-e, invalide, alkoholičare, siromašne, beskućnike, ali i žrtve poplava, epidemija i gladi.
Majka Tereza otvorila je prvi Dom za umiruće 1952. godine u prostoru dobivenom od grada Kalkute. Uz pomoć indijskih dužnosnika napušteni hinduistički hram pretvoren je u besplatni hospicij za siromašne. Nazvala ga je Dom čista srca (Nirmal Hriday). U tom hospiciju bili su neizlječivi bolesnici kojima je pružena medicinska skrb i prilika da preminu dostojanstveno, a ne napušteni na ulici. Prije smrti prema obredima njihove vjere, muslimanima su se čitali odlomci Kurana, hindusi su dobivali svetu vodu iz Gangesa, a katolici sakrament bolesničkog pomazanja. Uskoro je Majka Tereza otvorila dom Grad mira (Shanti Nagar) za one koji pate od gube. Misionarke ljubavi otvorile su niz domova u Kalkuti, u kojima su dijelile lijekove, zavoje i hranu. Godine 1955., otvoren je dječji Dom Bezgrješnog Srca (Nirmala Shishu Bhavan), kao utočište za siročad i mlade beskućnike.
Otvarani su domovi i izvan Kalkute, u drugim indijskom gradovima. Prva kuća izvan Indije otvorena je u Venezueli 1965. godine s pet redovnica. Slijedile su kuće u Rimu, Tanzaniji i Austriji 1968. godine, a tijekom 1970-ih i u desecima drugih država u Aziji, Africi, Europi i SAD-u. U Zagrebu Misionarke ljubavi djeluju od 1979. godine. S Majkom Terezom u Indiji je surađivao i hrvatski misionar Ante Gabrić.
Njezin humanitarni rad ponekad se suočavao s kritikama. Kritizirana je kvaliteta njege jer su korištene zastarjele metode liječenja poput hladne kupke i korištenja potkožne igle te nije pružena sva potrebna medicinska pomoć jer nije bilo dovoljno liječnika. Ponekad se bolesnici sa zaraznim i prenosivim bolestima nisu odvajali u karantene jer redovnice koje su brinule za njih nisu bile svjesne da je to potrebno jer nisu bile dovoljno medicinski obrazovane.
Muški ogranak redovničke zajednice osnovan je 1963. godine, a kontemplativni ogranak redovnica 1976. godine. Pridružili su se i brojni vjernici laici. Na zahtjev brojnih svećenika, Majka Tereza osnovala je 1981. godine Pokret za svećenike Corpus Christi (hrv. 'Tijelo Kristovo'), a 1984. godine osnovala je s franjevcem Josipom Langfordom redovničku zajednicu za svećenike (eng. Missionaries of Charity Fathers). Do 2007. godine redovnička zajednica imala je oko 450 redovnika i 5000 redovnica, te oko 600 misija, škola i skloništa u 120 država svijeta.

### Humanitarni rad u svijetu
Godine 1982., u jeku opsade Bejruta, Majka Tereza sudjelovala je u spašavanju 37 djece zarobljene u bolnici na prvoj crti bojišta. Dogovoren je privremeni prekid vatre između izraelske vojske i palestinskih gerilaca. U pratnji djelatnika Crvenog križa, putovala je kroz ratnu zonu u razrušenu bolnicu, kako bi pacijenti bili odvedeni na sigurno.
Nakon političkih promjena u Istočnoj Europi krajem 1980-ih, pokrenula je niz projekata, što prije nije bilo moguće, jer vlasti nisu dopuštale. Imala je čvrsti stav protiv pobačaja i razvoda, zbog čega su je kritizirali. Putovala je u posjet i pomoć gladnima u Etiopiji, žrtvama zračenja u Černobilu te žrtvama potresa u Armeniji. Godine 1991., Majka Tereza došla je u Tiranu i uspostavila novu kuću svoje redovničke zajednice. To je bio susret s njenim sunarodnjacima.
Do 1996. godine, bila je u 517 radnih misija u više od stotinu država. Više puta posjetila je i Hrvatsku, a predsjednik Franjo Tuđman odlikovao ju je 1995. godine Veleredom kraljice Jelene s lentom i Danicom za njen cjelokupni humanitarni rad tijekom 20. stoljeća.
Christopher Hitchens i njemački magazin Stern kritizirali su je, da nije dovoljno koristila donirani novac za smanjenje siromaštva i poboljšanje uvjeta u hospicijima, a da je puno ulagala u misionarski rad i otvaranje novih samostana. Kritizirana je i za prihvaćanje donacije od autokratske i korumpirane obitelji Duvalier s Haitija, te od američkog kontroverznog poslovnog čovjeka Charlesa Keatinga, kojem su sudili zbog prijevare i korupcije.

### Zdravstvene tegobe i smrt
Doživjela je srčani udar u Rimu 1983. godine, dok je bila u posjetu papi Ivanu Pavlu II. Drugi srčani udar imala je 1989. godine, kada joj je ugrađena srčana premosnica.
Godine 1991., nakon upale pluća, dok je bila u Meksiku, doživjela je dodatne srčane tegobe. Ponudila je ostavku na svoju poziciju na čelu Misionarki ljubavi, no redovnice su tajnim glasovanjem odlučile da ostane. Majka Tereza je prihvatila njihovu odluku.
U travnju 1996. godine pala je i slomila ključnu kost. U kolovozu 1996. bolovala je od malarije i ponovno imala srčane tegobe. Operirala je srce, ali bilo je jasno da je njeno zdravlje narušeno. Liječila se u SAD-u. Odstupila je s čelnog mjesta Misionarki ljubavi 13. ožujka 1997. godine.
Umrla je u Kalkuti, 5. rujna 1997. godine. Pokopana je uz indijske državne počasti, kao znak zahvalnosti za njenu pomoć siromašnima svih religija u Indiji.

## Duhovni život
Analizirajući njezina djela i dostignuća, papa Ivan Pavao II. pitao je: Gdje je Majka Tereza pronašla snagu i upornost, da se osobno potpuno preda na službu drugima? Snagu je pronalazila u molitvi i kontemplaciji Isusu Kristu, njegovom Svetom Licu i Presvetom Srcu.
Njezin postulator (službena osoba koja vodi postupak beatifikacije i kanonizacije) Brian Kolodiejchuk izjavio je, da je Majka Tereza proživljavala duhovne dvojbe i borbe oko vjerskih uvjerenja velik dio svoga života. Zabilježeno je da su i mnogi drugi katolički duhovni velikani proživljavali slične duhovne kušnje poput njene imenjakinje sv. Terezije iz Lisieuxa ili sv. Faustine Kowalske i drugih. Katolički mistik sv. Ivan od Križa, skovao je izraz tamna noć duše za to razdoblje u duhovnom rastu i razvoju.
U svojoj prvoj enciklici Deus caritas est, papa Benedikt XVI. spomenuo je Majku Terezu tri puta, a koristio je i njen život kako bi objasnio jednu od glavnih točaka enciklike. U primjeru blažene Tereze iz Kalkute imamo jasnu ilustraciju činjenice, da vrijeme posvećeno Bogu u molitvi ne samo, da ne umanjuje snagu i služenje iz ljubavi našim bližnjima, nego je u stvari neiscrpan izvor toga.
Iako ne postoji izravna veza između Majke Tereze i franjevačkog reda, jako je cijenila i poštivala sv. Franju Asiškog. U njenom životu mogu se naći utjecaji franjevaca i poveznice sa životom sv. Franje. Znala je napamet neke njegove molitve, a jednu od njih izgovorila je i prilikom govora povodom dobivanja Nobelove nagrade za mir 1979. godine. Redovnice njenog reda svaki dan mole tu molitvu sv. Franje, koji je promicao siromaštvo, čistoću, poslušnost i pokornost Kristu. On je također svoje vrijeme posvetio služenju siromasima, osobito gubavcima u području gdje je živio.

## Značaj
Njezina je smrt primljena s tugom u svjetovnim i vjerskim krugovima. Nawaz Sharif, tadašnji predsjednik vlade Pakistana, rekao je tom prilikom da je bila jedna od rijetkih i jedinstvenih osoba koje žive za više ciljeve te da je njezino zauzimanje za siromašne i bolesne jedan od najljepših primjera služenja društvu.
Za života i nakon njezine smrti, Majka Tereza bila je, prema anketama Gallupa vrlo cijenjena u SAD-u, a 1999. godine bila je rangirana kao najcjenjenija osoba 20. stoljeća prema anketi provedenoj u SAD-u).
U spomen na Majku Terezu otvoreno je nekoliko muzeja. Također je nekoliko crkvi i župa nazvano po njoj, poput crkve bl. Majke Terezije u Koprivnici posvećene 22. veljače 2009. godine. Po Majci Terezi imenovane su ceste, a Indijske željeznice uvode novi vlak Majka Express, nazvan po Majci Terezi, koji počinje voziti 26. kolovoza 2010. u povodu 100. obljetnice njezina rođenja.

### Odjek u Indiji
Majka Tereza dobila je nagradu indijske vlade Padma Shri 1962., što je bila prva njena nagrada u Indiji. Dobivala je nagrade i u sljedećim desetljećima, uključujući Nagradu Jawaharlal Nehru za međunarodno razumijevanje 1972., a 1980. godine dobila je najviše indijsko civilno priznanje Bharat ratna.
Njenu službenu biografiju napisao je indijski državni službenik Navin Chawla 1992. godine.
Bilo je i kritičara njenog rada u Indiji. Aroup Chatterjee, koji je rođen i odrastao u Kalkuti, ali je živio u Londonu, kritizirao je Majku Terezu da promiče negativnu sliku o Kalkuti. Bilo je i kritika na njen pokop uz indijske državne počasti.

### Odjek u svijetu
Godine 1962., Majka Tereza dobila je nagradu Ramon Magsaysay za mir, međunarodno razumijevanje i za rad u Južnoj i Istočnoj Aziji. Ta nagrada često se naziva i azijskom Nobelovom nagradom.
Do ranih 1970.-tih, Majka Tereza postala je međunarodno poznata. Njezina popularnost u to vrijeme u velikoj se mjeri pripisuje dokumentarnom filmu Nešto lijepo za Boga iz 1969., koji je snimio Malcolm Muggeridge.
Papa Pavao VI. dodijelio joj je nagradu za mir 1971., nazvanu po papi Ivanu XXIII. pohvalivši njen rad sa siromašnima, kršćansku ljubav i nastojanja za mir. Kasnije je dobila crkvenu nagradu Pacem in Terris 1976.  Dana, 19. listopada 2003., papa Ivan Pavao II. proglasio ju je blaženom. To se dogodilo dosta brže, nego što je slučaj kod drugih beatifikacija.
Majka Tereza dobila je nagrade brojnih vlada i civilnih udruga. Imenovana je počasnom članicom Reda Australije 1982. godine, za služenje zajednici u Australiji i humanost u cjelini. 
Dobila je nagrade Ujedinjenog Kraljevstva i Sjedinjenih Američkih Država, a također i počasno državljanstvo Sjedinjenih Američkih Država.
Dobila je i  albansku nagradu Zlatni ponos nacije 1994., te haićansku državnu nagradu. Njezino prihvaćanje te dvije nagrade, naišlo je na kritike, jer su albanska i haićanska vlast u to vrijeme bile na lošem glasu.
Sveučilišta sa Zapada i iz Indije dodijelili su joj počasne doktorate. Među ostalim nagradama dobila je i civilnu nagradu Balzan za promoviranje humanosti, mira i bratstva među narodima 1978., i Međunarodnu nagradu Albert Schweitzer 1975. godine.
Godine 1979., Majka Tereza dobila je Nobelovu nagradu za mir, za rad koji poduzima u borbi za prevladavanje siromaštva i patnje, što također predstavlja prijetnju miru. Odbila je sudjelovati na svečanom banketu za laureate i zamolila je, da se nagrada od 192 000 dolara preda siromasima u Indiji, dodajući da zemaljske nagrade imaju važnost samo zbog toga što pomažu njezinom nastojanju za pomoć potrebitima u svijetu.
Kada je Majka Tereza dobila nagradu, bila je upitana: Što možemo učiniti za promicanje mira u svijetu? Ona je odgovorila: Idite kući i volite svoju obitelj. U govoru povodom dobivanja nagrade među ostalim je rekla: Zahvalna sam i sretna što ovu nagradu mogu primiti u ime gladnih, golih, onih bez domovine, bogalja, slijepih i bolesnih od gube. U ime svih onih koji se osjećaju nepoželjnima, nevoljenima, nezbrinutima, u ime onih koji su isključeni iz našeg društva. Ja nagradu primam u njihovo ime i sigurna sam da će ova nagrada donijeti novu ljubav između siromašnih i bogatih. Na ovome je insistirao i Isus i zbog toga je i došao na ovaj svijet, da bi siromašnima donio ovu radosnu vijest. Također je istaknula, svoj glas protiv pobačaja: U novinama čitamo ovo ili ono, ali nitko ne govori o milijunima malih koji su prihvaćeni s jednakom ljubavlju kao vi i ja, s Božjom ljubavlju. A mi ništa ne kažemo, ostajemo nijemi. Za mene su nacije koje su legalizirale pobačaj najsiromašnije zemlje. Oni se plaše malih, oni se plaše nerođenih. I dijete mora umrijeti jer ga oni više ne žele – ne žele više ni jedno dijete – i dijete mora umrijeti.

### Filmovi i knjige
Život Majke Tereze tema je dokumentarnog filma Nešto lijepo za Boga iz 1969. godine, redatelja Malcolma Muggeridgea. Na temelju filma, isti autor objavio je i knjigu.
Kevin Connor redatelj je filma o životu Majke Tereze U ime Božjih siromaha iz 1997. Glavnu ulogu glumi Geraldine Chaplin, kćer Charlie Chaplina. Film je osvojio nagradu na Art film festivalu 1998. godine.
O životu Majke Tereze napravljena je i talijanska televizijska serija Majka Tereza iz 2003. godine. Glavnu ulogu glumi Olivia Hussey. Miniserija je kasnije prerađena u televizijski film Majka Tereza iz Kalkute, koji je dobio američku nagradu CAMIE 2007. godine.
Dokumentarni film redateljice i scenaristice Ljiljane Bunjevac Filipović Prateći Majku Tereziju (2014.) bavi se temom što se dogodilo u Indiji nakon smrti ove Majke Tereze, a tragom fotografija hrvatskog fotografa Zvonimira Atletića, jednog od rijetkih fotografa koji je imao prigodu surađivati s Majkom Terezom.
O Majci Terezi napisano je mnoštvo životopisa na velikom broju jezika.

## Štovanje
Nakon smrti Majke Tereze 1997. godine, Sveta Stolica započela je proces beatifikacije, korak prema mogućoj kanonizaciji. Ovaj proces zahtijeva dokumentaciju o životu i radu Majke Tereze te dokumentaciju o čudu po zagovoru Majke Tereze.
Sveta Stolica je kao čudo prepoznala iscjeljenje tumora u abdomenu Indijke Monice Besre 2002., nakon što je kraj sebe imala medaljon sa slikom Majke Tereze. Besra je izjavila da je snop svjetlosti došao sa slike nakon čega je ozdravila od tumora. Bilo je kritičara koji su tvrdili da je moguće da je ozdravila i zbog lijekova koje je uzimala, no komisija Svete Stolice potvrdila je čudo kao autentično.
Papa Ivan Pavao II. proglasio je Majku Terezu blaženom 19. listopada 2003. godine. Postupak za proglašenja svetom je zaključen, te je proglašena svetom u nedjelju 4. rujna 2016. godine u Rimu od strane pape Franje, dan uoči njezina spomendana, odnosno godišnjice smrti.

## Vanjske poveznice

### Ostali projekti
|  | Zajednički poslužitelj ima još gradiva o temi Majka Tereza iz Kalkute |
|  | Wikizvor ima izvorni tekst Litanije poniznosti                        |
|  | Wikicitati imaju zbirke citata o temi Majka Terezija                  |

### Mrežna mjesta
- Mother Teresa of Calcutta Center  Arhivirana inačica izvorne stranice od 11. kolovoza 2015. (Wayback Machine), službene stranice posvećene Majci Terezi (engl.)
- Nobelprize.org – Mother Teresa, podaci o Majci Terezi na stranicama Nobelove zaklade (engl.)
- Ivica Raguž, Bolna od ljubavi, Glas koncila, br. 48 2008.
- Utažiti Božju žeđ za ljubavlju, intervju s Leom Maasburgom, Glas koncila, br. 49 2012.
- Memorial House of Mother Teresa  Arhivirana inačica izvorne stranice od 15. travnja 2021. (Wayback Machine), memorijalna kuća Majke Tereze u Skoplju (engl.)